# Arrows A2
Arrows A2 — гоночный автомобиль команды Формулы-1 Arrows, выступавший в сезоне 1979 года.

## История

Риккардо Патрезе за рулём Arrows A2 в 1979 году

Автомобиль был создан под руководством главного конструктора Тони Саутгейта, проектировавшим первый "автомобиль-крыло" Lotus 78. Arrows A2 стал абсолютной реализацией принципа "граунд-эффекта" и получил за свой внешний вид и выкрашенный в цвета пивоварной компании Warsteiner корпус прозвище "золотая пуля".
Работы были начаты зимой 1979 года и новый автомобиль был готов только в середине сезона. Особенно тщательно было проработано днище и верхняя часть машины. Боковые понтоны были сделаны очень длинными и начинались от рычагов передней подвески. Днище было плоским в передней части машины и имело сложный аэродинамический профиль сзади. Переднее антикрыло отсутствовало, а роль заднего выполняло изгибающееся продолжение корпуса. Не стеснённый в сроках реализации проекта, Саутгейт очень тщательно прорабатывал обводы корпуса: масштабные модели несколько раз продували в аэродинамической трубе. Результаты испытаний показывали, что прижимная сила по сравнению с предыдущей моделью A1 выросла вчетверо.
Однако при первом же выезде машины на трассу во французском Дижоне оказалось, что шасси недостает жёсткости. Это приводило к скачкам шасси на неровностях и "эффект земли" переставал действовать. Гонщики команды жаловались на управляемость и не смогли показать хороших результатов - машине недоставало скорости. Саутгейт пытался добавить шасси жёсткости, но это привело к увеличению веса машины.
Попытки модификации шасси (установка традиционного заднего антикрыла, переработка подвески) не привели к улучшению результатов и не позволили избавиться от основных недостатков шасси: плохой управляемости и разбалансированности.
Всего было создано два экземпляра шасси A2, а лучшими результатами стали 13-е место в квалификации и два шестых места, заработанных Массом.

## Результаты выступлений в гонках[2]
| Год  | Шасси     | Двигатель            | Шины | N° | Пилоты  | 1   | 2   | 3   | 4   | 5   | 6   | 7   | 8   | 9    | 10   | 11   | 12   | 13   | 14  | 15   | Место | Очки |
| ---- | --------- | -------------------- | ---- | -- | ------- | --- | --- | --- | --- | --- | --- | --- | --- | ---- | ---- | ---- | ---- | ---- | --- | ---- | ----- | ---- |
| 1979 | Arrows A2 | Ford Cosworth DFV V8 | G    |    |         | АРГ | БРА | ЮАР | СШЗ | ИСП | БЕЛ | МОН | ФРА | ВЕЛ  | ГЕР  | АВТ  | НИД  | ИТА  | КАН | США  | 9     | 5    |
| 1979 | Arrows A2 | Ford Cosworth DFV V8 | G    | 29 | Патрезе |     |     |     |     |     |     |     | 14  | Сход | Сход | Сход | Сход | 13   | НС  | Сход | 9     | 5    |
| 1979 | Arrows A2 | Ford Cosworth DFV V8 | G    | 30 | Масс    |     |     |     |     |     |     |     | 15  | Сход | 6    | Сход | 6    | Сход | НКВ | НКВ  | 9     | 5    |

| Легенда к таблице |                                                                    |
| --- | ------------------------------------------------------------------ |
| В таблице перечислены результаты всех Гран-при Формулы-1, в которых использовался автомобиль. Строками таблицы являются сезоны, столбцами — этапы чемпионата мира. В каждой клетке указаны сокращённое название этапа и результат, дополнительно обозначенный цветом. Расшифровка обозначений и цветов представлена в нижеследующей таблице. |                                                                    |
| \| Пример \| Описание \| \| ------------ \| ------------------------------------------------------------------ \| \| 1 \| Победитель \| \| 2 \| Второе место \| \| 3 \| Третье место \| \| 5 \| Финишировал, заработав очки \| \| Сход \| Не финишировал, но при этом заработал очки \| \| 12 \| Финишировал, не получив очков \| \| НКЛ \| Финишировал, но не попал в финальную классификацию \| \| 15 \| Участвовал вне зачёта, либо по отдельной классификации \| \| 18 \| Не финишировал, но попал в финальную классификацию \| \| Сход \| Не финишировал \| \| НКВ \| Не прошёл квалификацию \| \| НПКВ \| Не прошёл предквалификацию \| \| ДСК \| Дисквалифицирован \| \| ИСК \| Исключён из протокола соревнований \| \| ТТ \| Заявлен для участия только в тренировках \| \| НС \| Участвовал в квалификации, но не стартовал в гонке \| \| Т \| Травмирован или болен \| \| ОТК \| Отказ от участия \| \| НТР \| Прибыл на соревнования, но на трассу не выезжал \| \| НПР \| Был заявлен в числе участников, но не прибыл к началу соревнований \| \| О \| Соревнования отменены \| \| \| Не участвовал \| \| Поул-позиция \| \| \| Быстрый круг \| \| |                                                                    |
| Пример | Описание                                                           |
| 1 | Победитель                                                         |
| 2 | Второе место                                                       |
| 3 | Третье место                                                       |
| 5 | Финишировал, заработав очки                                        |
| Сход | Не финишировал, но при этом заработал очки                         |
| 12 | Финишировал, не получив очков                                      |
| НКЛ | Финишировал, но не попал в финальную классификацию                 |
| 15 | Участвовал вне зачёта, либо по отдельной классификации             |
| 18 | Не финишировал, но попал в финальную классификацию                 |
| Сход | Не финишировал                                                     |
| НКВ | Не прошёл квалификацию                                             |
| НПКВ | Не прошёл предквалификацию                                         |
| ДСК | Дисквалифицирован                                                  |
| ИСК | Исключён из протокола соревнований                                 |
| ТТ | Заявлен для участия только в тренировках                           |
| НС | Участвовал в квалификации, но не стартовал в гонке                 |
| Т | Травмирован или болен                                              |
| ОТК | Отказ от участия                                                   |
| НТР | Прибыл на соревнования, но на трассу не выезжал                    |
| НПР | Был заявлен в числе участников, но не прибыл к началу соревнований |
| О | Соревнования отменены                                              |
| | Не участвовал                                                      |
| Поул-позиция |                                                                    |
| Быстрый круг |                                                                    |